# 八尾クリニック
八尾クリニック（やつおくりにっく）は、富山県富山市にある医療法人社団藤聖会が運営する診療所である。旧八尾総合病院（やつおそうごうびょういん）。

## 概要
旧八尾町で最初の総合病院「八尾総合病院」として、1986年（昭和61年）春に着工し、1987年（昭和62年）5月1日に開院した。総工費は20億円。敷地面積10,540m2、鉄筋コンクリート造り5階建て一部6階建てで、延床面積は6,6832。ベット数は1987年度は100床、1988年度から154床とする。駐車場は120台。1989年（平成3年）には、富山県内の病院では3番目、富山県内の民間病院では初めてMRIが導入された。
1998年（平成10年）7月22日、開院以来の病棟の南隣に新病棟（鉄筋造り一部3階建て延床面積約6,800m2）および、認知症専門棟（延床面積約1,000m2、老人保健施設『風の庭』の病棟として新設）、アメニティホール（約1,060m2）が竣工し、完成式が行われた。
1999年（平成11年）8月20日、日本海側初の『富山レーザーアイセンター』を設立し、同年8月23日にオープンした。
2003年（平成15年）6月3日、ISOを所得。同年10月1日には、画像デジタル化システムを導入。同年10月16日、富山県内の病院としては初の乳がん検査専門病棟が完成した。
2004年（平成16年）7月2日には、アメリカ合衆国オレゴン州の大学病院などで短期留学するプログラムが設けられた。
2024年（令和6年）3月1日に全病床を介護医療院にするため無床診療所へと転換し、八尾クリニックに改称。

## 診療科目
- 内科
- 整形外科
- 小児科
- 眼科
- 歯科
- 皮膚科（開院当初は存在しなかった）[1]
- 外科（開院当初に存在）[1]
- 産婦人科（開院当初に存在）[1]
- 耳鼻咽喉科（開院当初に存在）[1]